# أمير خان برادوست
المشهور ب(أمير خان برادوست): وهو البطل المعروف الذائع الصيت الذي خلد اسمه في الدفاع عن قلعة (دمدم)، واحد أمراء عشائر (برادوست). بترت إحدى يديه أثناء معركة خاضها لمساعدة عمر بك حاكم (سوران) فأصبح معروفا ً بـ (أمير خان بك دست)، كان أمير برادوست في نواحي (مركه ور) و(ته ركه وه ر) و(أورمية) و(اشنويه)، وحرر الشاه الإيراني شاه عباس الأول له فرمانا ً شاهانيا ً برئاسة عشائر (برادوست)، وأقدم بعد ذلك بمساعدة الشاه على تشييد القلعة (دمدم) بالقرب من مدينة اورميه. وكانت ثمة حزازات بينه وبين أمراء الشيعة منشاؤها الاختلافات المذهبية، وأخذ هؤلاء في الوشاية به لدى الشاه فأراد الشاه أن يحول دون إكمال إنشاء هذه القلعة وذلك بتحريض من (بوداق بك) حاكم (أذربيجان) لم يصدع لأوامر الشاه وأكمل القلعة. فصم الشاه عندئذ أضعاف نفوذ عشائر (برادوست)، غير أن أمير خان أبى الانصياع لهذه الرغبة وعلى اثر ذلك هاجمه الجيش الإيراني فحاصره في قلعته وكان ذلك في 26 شعبان 1017هـ.
أن الكاتب الإيراني (اسكندر منشي) وصف مناقب المدافعين وبطولتهم وصفا ً رائعا ً، وفي الحقيقة أن ما أظهره هؤلاء الأبطال من ضروب البطولة والبسالة في الدفاع عن حصنهم مما يعد نموذجا ً بارزا ً لما جبل عليه الأكراد من الشجاعة وروح التضحية ومما يعد بحق مفخرة من مفاخر الأكراد الخالدة. دافع المدافعون عن هذه القلعة دفاع المستميت لمدة سنة، وحتى في الأخير خرج المدافعون عن حصنهم واشتبكوا مع المحاصرين في حرب ضروس استعمل فيها السلاح الأبيض ولم يستسلم أحد منهم.
أصبحت دمدم ملحمة قومية معروفة في الفولكلور الأدبي الكردي تمجد بطولة واستماته الكرد امام الغزاة. وجعلها الكاتب الكردي السوفياتي اراب شمو مصدرا لروايته المشهورة بنفس الاسم. كما كتب جان دوست ملحمة شعرية باسم قلعة دمدمKela Dimdimê بالكردية وصدرت عام 1991 في كل من بون واسطمبول وبلغت أبياتها حوالي ألف وثمانمئة بيت شعري.